# Авъл Атерний Вар Фонтиналис
Авъл Атерний Вар Фонтиналис (на латински: Aulus Aternius Varus Fontinalis) e римски политик през 5 век пр.н.е. Произлиза от фамилията Атернии.
През 454 пр.н.е. той е консул с колега Спурий Тарпей Монтан Капитолин. Двамата издават закона Lex Aternia Tarpeia и се бият срещу еквите. През 449 пр.н.е. той преговаря с плебеите заедно с Гай Юлий Юл и Сервий Сулпиций Камерин Корнут и става народен трибун през 449 или 448 пр.н.е. със Спурий Тарпей Монтан Капитолин и Луций Требоний Аспер.